# Нектарије Цариградски
Нектарије Цариградски (грч. Νεκτάριος; умро 397) је био архиепископ Константинопоља од 381. до његове смрти 397. године. Био је родом из Тарса у Киликији и потицао из угледне породице. Временом је стекао углед у Константинопољу као претор.
Једногласно је изабран за архиепископа цариградског након светог Григорија Богослова, од стране Светих Отаца Другог Васељенског Сабора 381. године. Одликовао се дубоким разумом, тактом и ревношћу за цркву. Дао је значајан допринос у борби против аријанске и других јереси.
Умро је 397. године у време цара Теодосија. Након смрти наслиједио га је Јован Хризостом.
Православна црква прославља архиепископа Нектарија 11. октобра по јулијанском календару.